# قتاد زحلاوي
القَتَاد الزحلاوي (باللاتينية: Astragalus zachlensis) نوع نباتي عشبي من جنس القتاد.

## البيئة والانتشار
موطنه بلاد الشام .